# Homologenus braueri
Homologenus braueri is een krabbensoort uit de familie van de Homolidae. De wetenschappelijke naam van de soort is voor het eerst geldig gepubliceerd in 1904 door Doflein.